# Хумаюн Салім-шах
Ала уд-Дін Хумаюн Салім-шах (урду ھمایوں شاہ ظالم بہمنی; д/н — 4 вересня 1461) — султан держави Бахмані у 1458—1461 роках.

## Життєпис
Старший син султана Ахмад-шаха II. Про молоді роки обмаль відомостей. У 1443/1444 році оголошений спадкоємцем трону. 1458 року спадкував владу. Але водночас його брат Гасан оголосив себе султаном також. Проте Хумаюн швидко захопив брата, якого наказав ув'язнити. Призначив вакілем (першим міністром) та маліком аль-туджаром (командувачем військом) Махмуда Гавана. 1459 року повстав родич Сікандар-хан, сипахсалар Телінгани, якого зрештою було переможено та вбито. В покарання султан ліквідував навівсамостійний статус низки раджів телугу, що підтримали заколотника. Цим розгарідяжем скористався брат Гасан, що втік з в'язниці й знову намагався захопити владу, втім марно. Схоплений в Біджапурі та страчений. Його прихильників з числа знаті та палацової гвардії султана наказав зварити в олії або відати на поталу хижим звірям.
Намагався зберегти баланс між місцевою(деккансько) знаттю та військовою знаттю (мамлюками) з числа тюрків, персів, хабшитів (африканців), грузин. Також складними залишалися стосунки між сунітами та шиїтами.
У вересні 1461 року султана Хумаюна Салім-шаха було вбито слугою у власному палаці. Трон перейшов до його сина Ахмад-шаха III.